# Jānis Balodis

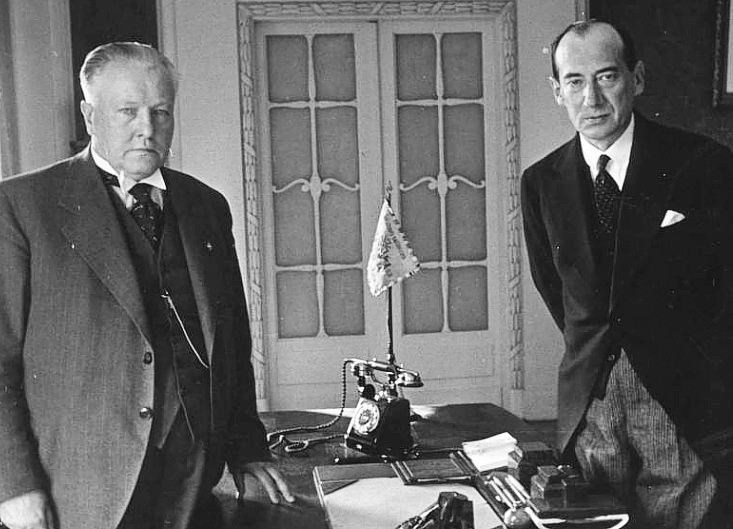
Jānis Balodis (z lewej) i Józef Beck – oficjalna wizyta ministra spraw zagranicznych RP w Rydze, 1938

Jānis Balodis (ur. 20 lutego 1881 w okręgu Trikāta, zm. 8 sierpnia 1965 w Saulkrasti) – łotewski polityk i wojskowy, generał, naczelny wódz armii łotewskiej (1919–1921) kierujący jej działaniami podczas wojny o niepodległość, minister wojny (1931–1940), wicepremier (1938–1940), poseł na Sejm II, III i IV kadencji, współpracownik Kārlisa Ulmanisa. Uczestnik wojny rosyjsko-japońskiej, I wojny światowej i wojny domowej w Rosji.

## Życiorys
Urodził się w Vidzeme w rodzinie rolniczej jako najmłodsze z trojga dzieci. Ukończył naukę w szkole parafialnej w Trikāta. Od 1898 służył w 110 pułku piechoty Armii Imperium Rosyjskiego w Kownie. W 1902 ukończył z wyróżnieniem Wileńską Szkołę Junkrów Piechoty. Wziął udział w wojnie rosyjsko-japońskiej 1905, później walczył w I wojnie światowej na froncie wschodniopruskim.
W 1915 – ranny pod Augustowem – dostał się do szpitala, a następnie trafił do niewoli niemieckiej na Śląsku, w której przebywał do 1918. W roku zakończenia wielkiej wojny powrócił na Łotwę, gdzie dowodził dywizją kurlandzką. W październiku 1919 mianowano go naczelnym wodzem armii łotewskiej. Dowodził armią łotewską w czasie wojny łotewsko-bolszewickiej (1919-1920), toczonej w tym samym okresie co wojny – estońsko-bolszewicka i polsko-bolszewicka. Koordynował współpracę armii łotewskiej i Wojska Polskiego przy odbiciu z rąk Armii Czerwonej Dyneburga zimą 1919/1920. W 1921 odszedł ze służby wojskowej. Otrzymał od rządu gospodarstwo rolne w gminie Līvbērze.
W październiku 1925 wszedł w skład Sejmu Republiki Łotewskiej II kadencji z listy Łotewskiego Związku Rolników, mandat wykonywał również w III (1928–1931) i IV kadencji (1931–1934). Stał na czele Komisji Spraw Wojskowych. Od 1931 do 1940 pełnił funkcję ministra wojny. Był współorganizatorem puczu wojskowego Ulmanisa 15 maja 1934. W 1938 został wicepremierem w rządzie Ulmanisa. 6 kwietnia 1940 został zwolniony ze stanowiska ministra wojny na skutek konfliktu z dyktatorem.
Po okupacji Łotwy przez Armię Czerwoną próbował startu w wyborach do tzw. Sejmu Ludowego z ramienia Bloku Demokratycznego, jednak alternatywna lista nie została zarejestrowana przez władze sowieckie. Aresztowany przez NKWD i wywieziony wraz z żoną w głąb ZSRR. Został "skazany" na 25 lat łagru, lecz do 1956 pozostawał wraz z żoną więźniem w "specizolatorze" (więzienie specjalne) NKWD we Włodzimierzu nad Klaźmą jako tajni, oznaczeni numerami więźniowie. W 1956 został zwolniony z więzienia i pozwolono mu wraz z żoną powrócić na sowiecką Łotwę. Zimą mieszkał w Rydze, latem zaś w Saulkrasti, gdzie do dziś zachował się jego dom. Władze radzieckie, za pośrednictwem byłego ministra rządu ulmanisowskiego Vilhelmsa Muntersa, próbowały zjednać generała do poparcia swojego mandatu, jednak ten konsekwentnie odmawiał.
Zmarł w 1965. Został pochowany na Cmentarzu Leśnym w Rydze. Jego pogrzeb w stolicy zgromadził kilka tysięcy osób.

### Rodzina
W 1936 poślubił Elvīrę Blūme (po mężu: Balode). Miał siostrę – Mariję (o 7 lat starszą) i brata – Dāvisa (o 18 lat starszego). Jego stryjeczny wnuk, Juris Balodis, jest naukowcem i dyplomatą, zesłany – przez lata mieszkał w Rosji, w 2007 powrócił na Łotwę.

## Odznaczenia
- Order Pogromcy Niedźwiedzia I klasy (Łotwa)
- Order Pogromcy Niedźwiedzia II klasy (Łotwa)
- Order Pogromcy Niedźwiedzia III klasy (Łotwa)
- Komandor Krzyża Wielkiego Orderu Trzech Gwiazd (Łotwa)
- Order Westharda I klasy (Łotwa)
- Krzyż Zasługi Obrońców (Łotwa)
- Medal 10 Rocznicy Wojny Niepodległościowej
- Krzyż Wolności I klasy (Estonia)
- Order Krzyża Orła I klasy (1932, Estonia)
- Krzyż Wielki Orderu Białej Róży (Finlandia)
- Oficer Legii Honorowej (Francja)
- Kawaler Legii Honorowej (Francja)
- Order św. Jerzego IV klasy (Imperium Rosyjskie)
- Order św. Włodzimierza IV klasy (Imperium Rosyjskie)
- Order św. Anny II klasy (Imperium Rosyjskie)
- Order św. Stanisława II klasy (Imperium Rosyjskie)
- Krzyż Wielki Orderu Witolda Wielkiego (Litwa)
- Krzyż Srebrny Orderu Virtuti Militari (Polska)
- Order św. Michała i św. Jerzego (Wielka Brytania)
- Krzyż Wielki Orderu Domowego pw. świętych Maurycego i Łazarza

## Pamięć
Od 1991 pamięć o generale znów jest obecna na Łotwie. Jego imieniem nazwano ulicę w Lipawie. W plebiscycie na 100 wybitnych Łotyszy zorganizowanym przez portal apollo.lv i pismo "Latvijas Avīze" zajął 57 miejsce z 2,8 tys. głosów (dla porównania Ulmanis zajął 2 miejsce z 5,1 tys. głosami, a Oskars Kalpaks – 7 z 4,7 tys.). W 2011 uroczyście obchodzono 130 urodziny generała Balodisa.